# Сало Іван
Сало Іван (Псевдо: Мамай; 1919, м. Золотоноша, Черкаська область — 24 квітня 1944, Гурби, Здолбунівський район, Рівненська область) — командир куреня УПА, лицар Золотого хреста бойової заслуги УПА 2 класу.

## Життєпис
Освіта — 3 курси Інституту. Колишній офіцер Червоної армії — лейтенант, командир відділення важких кулеметів у ДОТі. В УПА з 28.03.1943 р.
Командир чоти (?), заступник командира сотні (?), командир сотні УПА (?-02.1944), командир куреня УПА (02.-04.1944).
Загинув в Гурбенському бою під час прориву з оточення. Хорунжий (?), поручник (25.04.1944), сотник (24.04.1944) УПА.

## Нагороди
- Згідно з Постановою УГВР від 8.10.1945 р. і Наказом Головного військового штабу УПА ч. 4/45 від 11.10.1945 р. сотник УПА Іван Сало — «Мамай» нагороджений Золотим хрестом бойової заслуги УПА 2 класу.